# Дижон-4
Дижон 4-й кантон (фр. Dijon  4e  Canton) — кантон во Франции, находится в регионе Бургундия. Департамент кантона — Кот-д’Ор. Входит в состав округа Дижон. Население кантона на 2006 год составляло 17 070 человек.
Код INSEE кантона — 2112. Всего в кантон Дижон 4-й кантон входят 2 коммуны, из них главной коммуной является Дижон 4-й кантон.

## Коммуны кантона
- Дижон 4-й кантон — население 9 298 чел.
- Шенов — население 14.921 чел.